# Distrikt Huanchay
Der Distrikt Huanchay liegt in der Provinz Huaraz in der Region Ancash in West-Peru. Der Distrikt wurde am 16. Oktober 1933 gegründet. Er besitzt eine Fläche von 209 km². Beim Zensus 2017 wurden 1737 Einwohner gezählt. Im Jahr 1993 lag die Einwohnerzahl bei 3079, im Jahr 2007 bei 2517. Die Distriktverwaltung befindet sich in der 2592 m hoch gelegenen Ortschaft Huanchay mit 310 Einwohnern (Stand 2017). Huanchay liegt 38 km westsüdwestlich der Provinzhauptstadt Huaraz.

## Geographische Lage
Der Distrikt Huanchay liegt an der Westflanke der Cordillera Negra im Südwesten der Provinz Huaraz. Der Distrikt erstreckt sich über das Einzugsgebiet der Quebrada Huanchay, Oberlauf des Río Culebras. 
Der Distrikt Huanchay grenzt im äußersten Westen an den Distrikt Culebras (Provinz Huarmey), im Nordwesten und im Norden an den Distrikt Pampas Grande, im Nordosten an den Distrikt La Libertad sowie im Osten und im Süden an den Distrikt Coris (Provinz Aija).